# 山名隆豊
山名 隆豊（やまな たかとよ）は、江戸時代中期の交代寄合。

## 略歴
福島正長（福島忠勝の子）の次男で、福島正則の曾孫にあたる。
元禄7年（1694年）10月、山名矩豊の養子となった。子女なく、元禄14年（1701年）、分家の山名義豊の3男の義就を養子とした。宝永元年（1704年）、隠居し豊就が家督を継いだ。

## 系譜
- 父：福島正長
- 母：不詳
- 養父：山名矩豊（1619-1698）
- 養子
  - 男子：山名豊就（1686-1747） - 山名義豊の三男